# Statistični urad Republike Slovenije
Het Statistični urad Republike Slovenije, afgekort SURS ("Statistiekbureau van de republiek Slovenië') is een zelfstandige overheidsdienst, die rechtstreeks ressorteert onder de Sloveense minister-president. Het Sloveense statistiekbureau is opvolger van het "Statistični urad", dat op 19 augustus 1944 door de Sloveense Nationale Bevrijdingsraad (het bestuur van het Sloveens Bevrijdingsfront) werd opgericht. 
SURS is verantwoordelijk voor de verzameling en berekening van statistische gegevens namens de overheid. Het werkterrein is uiteenlopend en omvat demografische, sociale, economische en ecologische statistieken. De meest bekende statistieken zijn de cijfers over de arbeidsmarkt, koopkrachtontwikkeling, inflatie en bevolkingsontwikkeling. Eens in de toen jaar leidt het Sloveense statistiekbureau de nationale volkstelling (laatst in 2002).
De basis voor het werk van SUR wordt gelegd door de wet op de statistiek uit 1995 (aangevuld in 2001). De gegevens van het Statistični urad worden onder meer aangeleverd door aangewezen instituten: 
1. Banka Slovenije (Nationale Bank)
2. Ministerie van Financiën (staatsschuld, publieke uitgaven en begrotingstekort)
3. Agentschap voor publiekrechtelijke inlichtingen en diensten
4. Instituut voor gezondheidszorg
5. Instelling voor pensioen- en invaliditeitverzekering
6. Instelling voor zorgverzekering
7. Instelling voor tewerkstelling